# Eugen Rost
Franz Eugen Richard Rost (* 24. Oktober 1870 in Augustusburg; † 4. Juni 1953 in Heidelberg) war ein deutscher Mediziner, Physiologe und Pharmakologe.
Rost studierte in Greifswald, Leipzig und Heidelberg und 1896 promoviert (Über die Ausscheidung des Coffein und Theobromin im Harn). Danach war er Assistent am Pharmakologischen Institut in Marburg. 1898 wurde er Vorstand des Physiologisch-Pharmakologischen Instituts am Reichsgesundheitsamt in Berlin. 1901 habilitierte er sich in Berlin in Pharmakologie und wurde 1912 außerordentlicher Professor in Berlin. Er war Regierungsrat.
Er befasste sich mit Pharmakologie, Toxikologie und Ernährungsphysiologie.

## Schriften
- mit Georg Klemperer: Handbuch der allgemeinen und speziellen Arzneiverordnungslehre für Ärzte: Mit besonderer Berücksichtigung des deutschen Arzneimittel-Gesetzgebung, zugleich als Pharmacopoea universalis Handbuch der allgemeinen und speziellen Arzneiverordnungslehre, Auf Grundlage des Deutschen Arzneibuchs 6. Auflage und zahlreicher ausländischer Pharmakopöoen, 15. gänzlich umgearbeitete Auflage, Springer 1929
  - Die 1. Auflage erschien 1855 (Louis Posner, Carl Eduard Simon), die 14. Auflage 1911 (Carl Anton Ewald, Arthur Heffter), beide im Verlag August Hirschwald, Berlin.
- mit Julius Pohl, Emil Starkenstein: Toxikologie, Urban & Schwarzenberg 1929
- Beziehungen zwischen chemischer Konstitution und physiologischer Wirkung, in: Hermann Thoms (Hrsg.), Handbuch der praktischen und wissenschaftlichen Pharmazie, Urban & Schwarzenberg 1926